# Walzen-Segge
Die Walzen-Segge oder Langährige Segge (Carex elongata) ist eine Pflanzenart aus der Gattung der Seggen (Carex) innerhalb Familie der Sauergrasgewächse (Cyperaceae). Sie ist in Eurasien verbreitet.

## Beschreibung

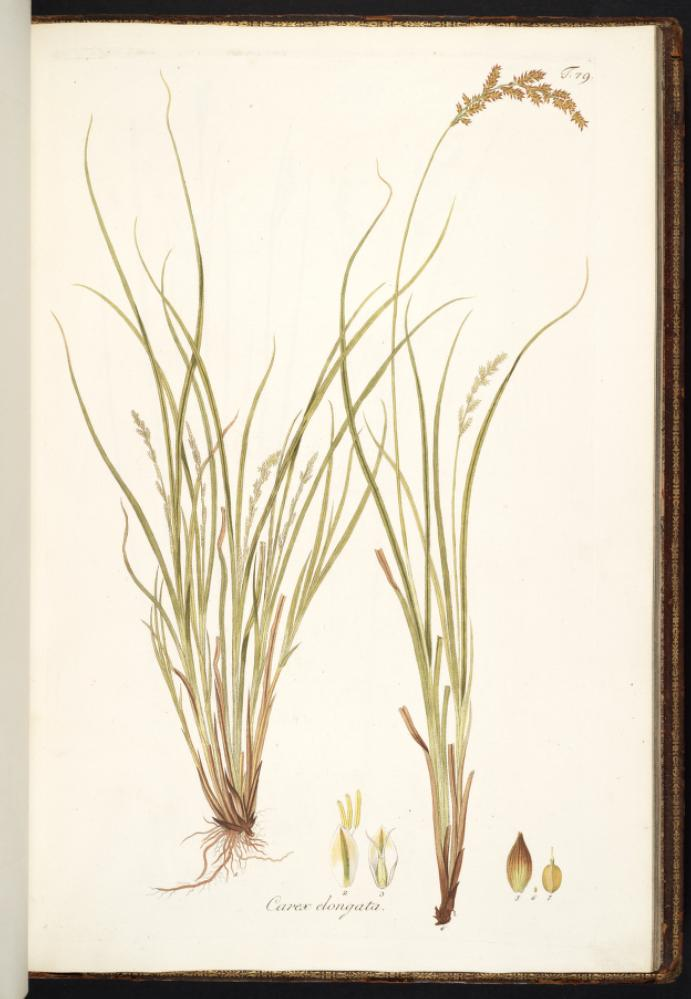
Illustration

Horst

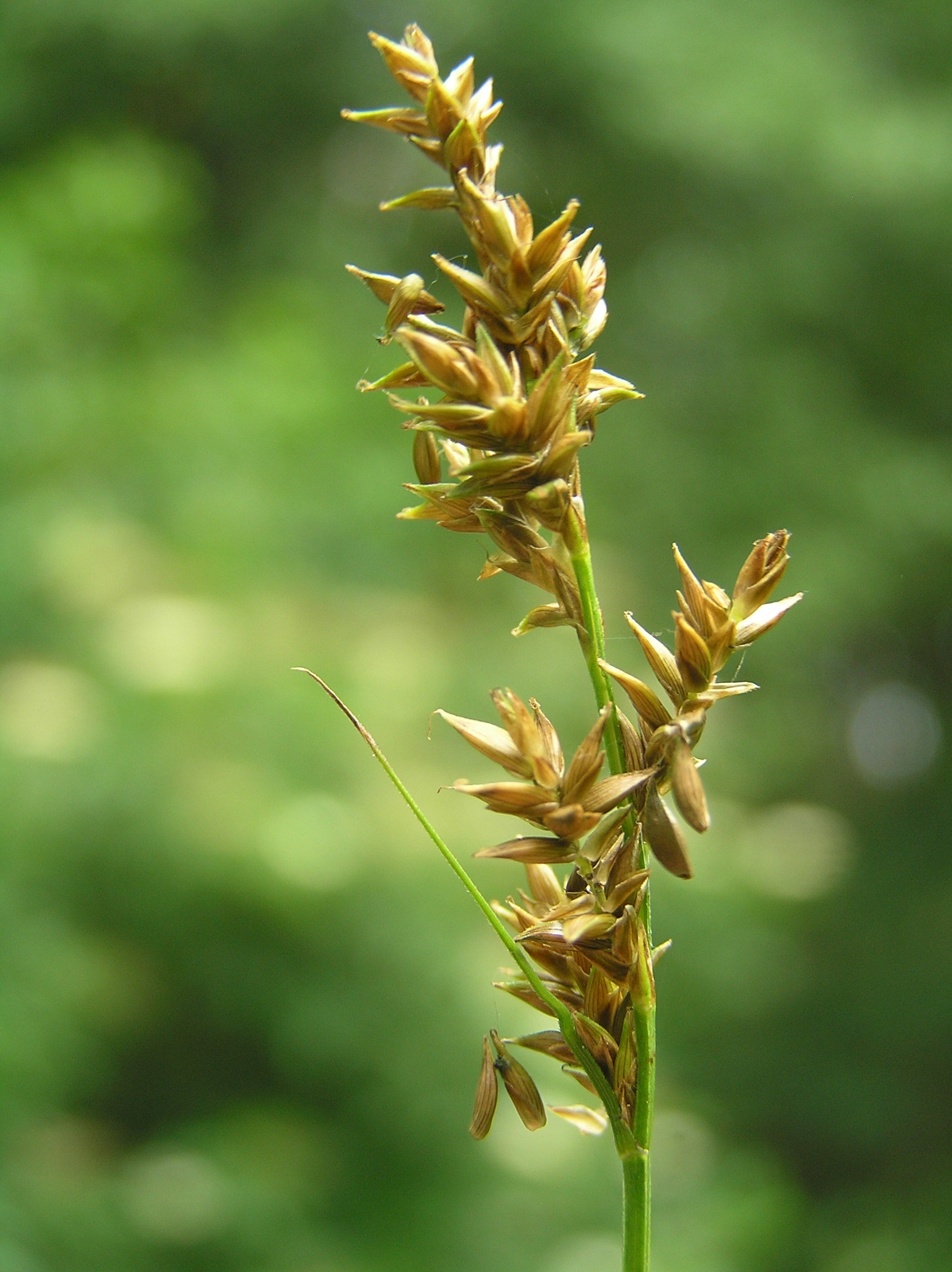
Fruchtstand

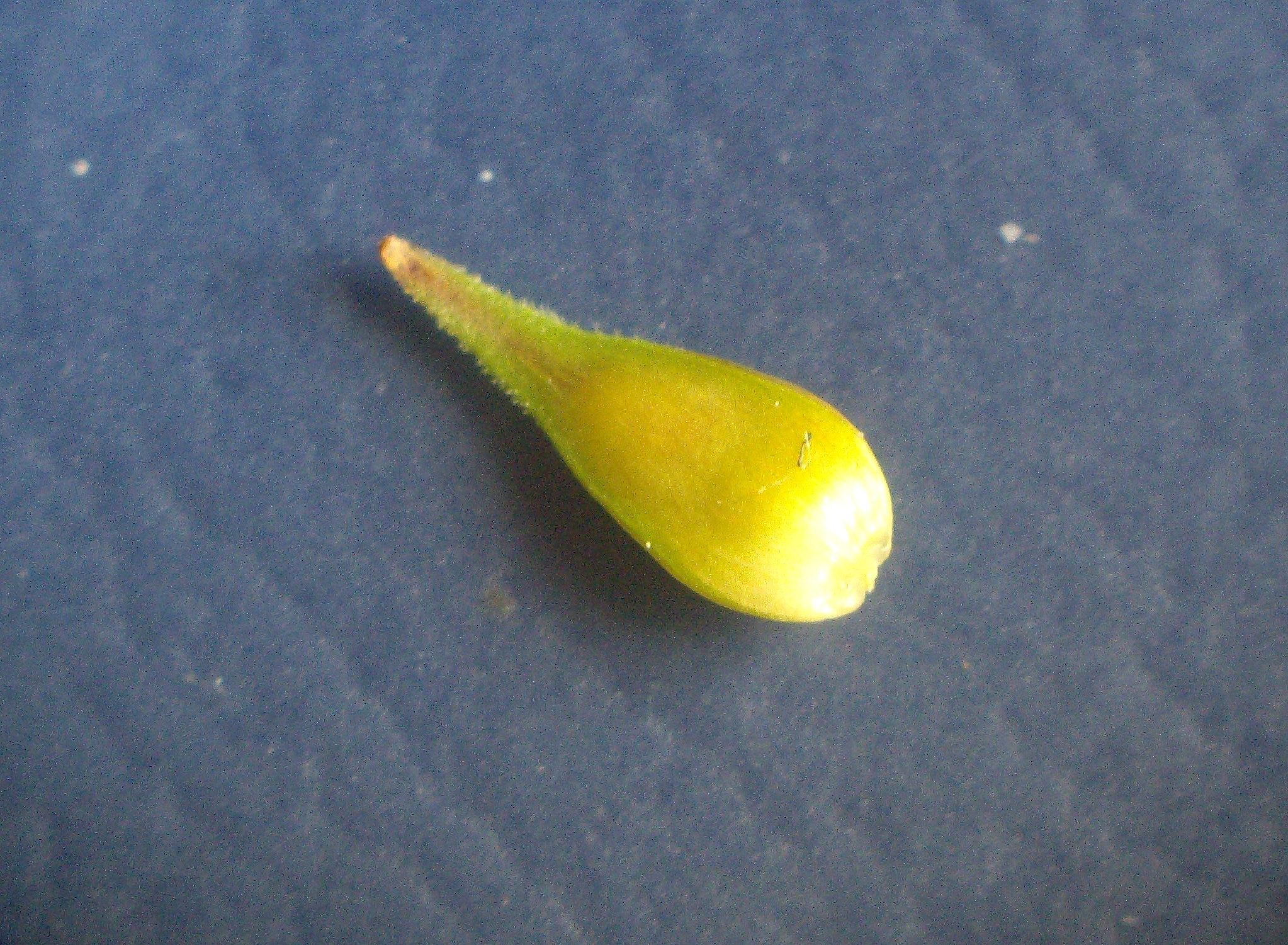
Schlauch

### Vegetative Merkmale
Die Walzen-Segge ist eine ausdauernde krautige Pflanze, die Wuchshöhen von miest 30 bis 60 (15 bis 100) Zentimetern erreicht. Häufig bildet sie Horste. Der deutlich dreikantige Stängel ist nur im unteren Bereich beblättert; er ist aufrecht oder manchmal überhängend und bis 1 Millimeter dick. Die 2 bis 6 Millimeter breiten Laubblätter sind etwa so lang wie der Stängel und sind am Rand stark rau.

### Generative Merkmale
Der einfache ährige Blütenstand enthält fünf bis zwölf sitzenden Ährchen, ist 4 bis 7 Zentimeter lang und wird nie von einer Tragblatthülle überragt. Die stark genäherten Ährchen stehen gehäuft zusammen. Dabei sind die weiblichen Blüten am oberen Ende und die männlichen Blüten am Grund zu finden. Die Ährchen sind bei einer Länge von 4 bis 12 Millimetern sowie einem Durchmesser von etwa 5 Millimetern länglich-eiförmig und enthalten bis über 20 Blüten. Die Spelzen sind bei einer Länge von etwa 2 Millimetern sowie einer Breite von etwa 1,4 Millimetern breit-eiförmig, hell-braun mit grünem oder gelblichem Kiel und breiten weißhäutigen Rändern. Ihr Mittelnerv tritt als sehr kurze Stachelspitze aus. Die Schläuche sind bei einer Länge von 3 bis 3,5 Millimetern sowie einer Breite von etwa 1 Millimeter länglich-lanzettlich; sie sind innen flach und außen schwach gewölbt, nach oben in den sehr kurz zweizähnigen, an den Rändern etwas rauen Schnabel verschmälert, beiderseits nervig, braun und glänzend und sind zur Reifezeit sparrig abstehend. Die weiblichen Blüten besitzen zwei Narben.
Die Frucht ist bei einer Länge von über 1 Millimeter länglich-eiförmig und gelb-braun.
Die Chromosomenzahl beträgt 2n = ca. 56.

## Ökologie und Phänologie
Sie vermehrt sich auch vegetativ mit Hilfe ihres Rhizoms.
Die Blütezeit reicht von Ende April oder Mai bis Juni. Die Bestäubung erfolgt durch den Wind (Anemophilie). Die schwimmfähigen Diasporen werden durch das Wasser ausgebreitet (Hydrochorie). Die Samen keimen überwiegend erst im nächsten Frühjahr und nur zum Teil schon nach der Aussaat.

## Vorkommen
Die Walzen-Segge gedeiht in den gemäßigten und in den borealen Zonen Eurasiens. Sie ist von Irland und Frankreich im Westen bis zum Baikalsee in Sibirien im Osten verbreitet und kommt in Kasachstan vor. In Europa erstreckt sich ihr Areal im Norden bis ins nördliche Fennoskandien, (wo sie allerdings im arktischen Bereich fehlt), weiter nach Südeuropa, wo sie nur selten vorkommt, ferner kommt sie im Kaukasusraum vor.
In den Mittel- und Hochgebirgen Deutschlands ist die Walzen-Segge recht selten. Im mitteleuropäischen Tiefland kommt sie häufig vor, in den dortigen mittleren Höhenlagen ist sie selten; in den Alpen ist sie sehr selten, dort fehlt sie auch auf weiten Strecken. Sie steigt in Graubünden am Bernhardin bis zu einer Höhenlage von 1650 Meter auf. In den Allgäuer Alpen steigt sie nahe der Walserschanze im Breitachtal in Bayern bis zu einer Höhenlage von 1050 Meter auf. An ihren Fundorten bildet sie oft kleine Bestände.
Die Walzen-Segge besiedelt in Mitteleuropa Auwälder, Gräben und Ufer, sie geht aber auch in Streuwiesen. Sie kommt in Deutschland nur zerstreut an teils überfluteten Ufern von Gewässern, in Mooren oder anderen Kleinseggenrieden vor. In Erlenbeständen ist sie eine Zeigerpflanze für Staunässe. Carex elongata ist die namensgebende Assoziationskennart der Walzenseggen-Erlenbruchwälder (Carici elongatae-Alnetum glutinosae). Sie wächst auf staunassen, gelegentlich überfluteten Böden, die sowohl aus flachgründigem Sand über undurchlässigem Gestein wie auch aus Lehm oder Ton bestehen kann.
Die ökologischen Zeigerwerte nach Landolt et al. 2010 sind in der Schweiz: Feuchtezahl F = 4+w (nass aber mäßig wechselnd), Lichtzahl L = 3 (halbschattig), Reaktionszahl R = 3 (schwach sauer bis neutral), Temperaturzahl T = 3+ (unter-montan und ober-kollin), Nährstoffzahl N = 3 (mäßig nährstoffarm bis mäßig nährstoffreich), Kontinentalitätszahl K = 4 (subkontinental).

## Taxonomie
Die Walzen-Segge wurde 1753 von Carl von Linné in Species Plantarum Band 2 S. 974 als Carex elongata erstveröffentlicht.